# La isla del tesoro (novela)
La isla del tesoro (Treasure Island) es una novela de aventuras escrita por el escocés Robert Louis Stevenson, publicada en libro en Londres en 1883 (publicada originalmente por entregas en la revista infantil Young Folks, entre 1881 y 1882 con el título de The Sea Cook, or Treasure Island).
Esta obra ha sido fuente de inspiración para el cine, la televisión, la literatura, cómics e incluso videojuegos. La novela adopta un tono crítico y una reflexión moral del protagonista hacia el dinero y la ambición.

## Historia

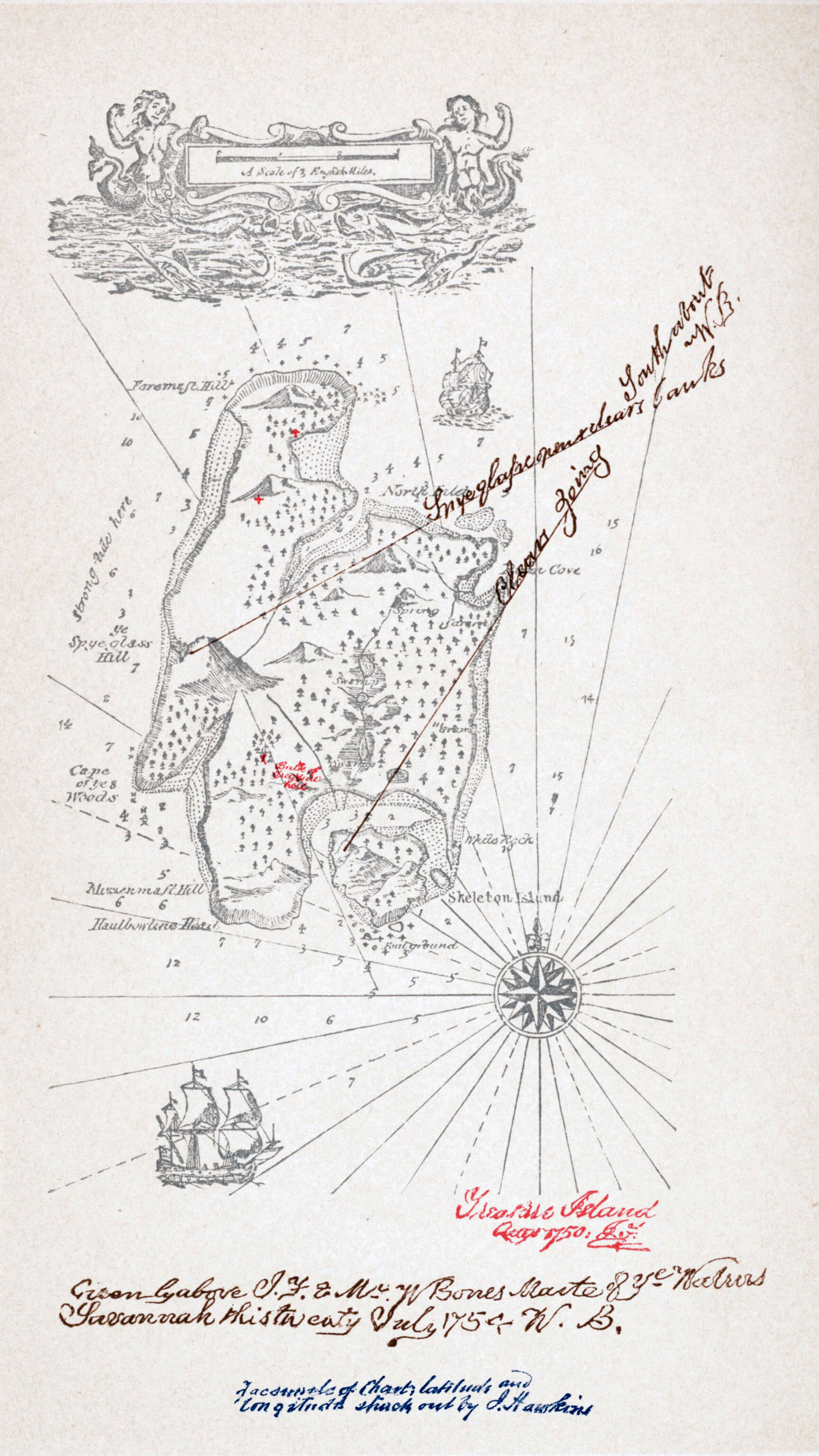
La isla del tesoro.

Stevenson tenía 35 años y unos meses cuando comenzó a escribir La isla del tesoro, su primer éxito como novelista. Los quince primeros capítulos fueron escritos en Braemar, en las Tierras Altas escocesas, en 1881. Era un verano tardío, frío y lluvioso y Stevenson estaba con cinco miembros de su familia de vacaciones en una casita en el campo. El pasatiempo de aquellos días era escribir una historia entre todos, pasando el manuscrito de uno a otro, en bloques de quince minutos. El joven Lloyd Osbourne, hijastro de Stevenson, tenía entonces 12 años, y pasaba los días lluviosos pintando con acuarelas. Para cuando la historia llegó a manos de Lloyd, los personajes estaban en una isla con mucha vegetación. Días después dibujó un barco hundido cerca de una isla inventada. Recordando esos momentos, Lloyd escribiría:

...con mi nueva caja de acuarelas trabajé en intentar hacer un mapa de la isla que había dibujado. Stevenson entró cuando yo lo terminaba y mostrando ese amable interés por todo que yo hacía, se apoyó sobre mi hombro, y pronto se puso a construir el mapa y darle un nombre. ¡Nunca olvidaré la emoción al ver la Isla del Esqueleto, la Colina del Catalejo, ni la emoción que sentó en mi corazón con las tres Cruces Rojas! ¡Pero la emoción fue aún mayor cuando escribió las palabras «La isla del tesoro» en la esquina superior derecha! No tardó en demostrar grandes conocimientos sobre la isla y sus habitantes, los piratas, el tesoro enterrado, o el hombre que había sido abandonado en la isla. «Oh, es como para hacer una historia sobre ello», exclamó. «Sí, que cuente quién enterró el tesoro, o por qué se llama la isla del Esqueleto», respondí en un paraíso de encanto...

Al día siguiente de que Lloyd dibujase el mapa, Stevenson había escrito el primer capítulo. Se convirtió en la rutina diaria el que Stevenson escribiese por la mañana un nuevo capítulo y lo leyese en voz alta a su familia, que le hacía sugerencias. Lloyd, por ejemplo, insistió en que no hubiera mujeres en la historia. El padre de Stevenson se divertía como un niño con la historia y pasó un día escribiendo el contenido exacto del cofre marino de Billy Bones, que Stevenson adoptaría palabra por palabra. Fue también su padre quien sugirió la escena donde Jim Hawkins se oculta en el barril de manzanas. Dos semanas más tarde, un amigo, el doctor Alexander Japp, llevó los primeros capítulos al editor de la revista Young Folks, que se mostró de acuerdo con publicar un capítulo semanal. Stevenson escribiría un capítulo al día durante quince días, pero llegado cierto momento comenzaron a faltarle las palabras. 
Cuando el otoño llegó a Escocia, los Stevenson dejaron sus vacaciones de verano y regresaron a Londres. Stevenson tenía un problema crónico en los bronquios.
Preocupado por el plazo de entrega en octubre viajó a Davos, en Suiza, donde la interrupción del trabajo y  el aire limpio de montaña obraron maravillas. Ya recuperado, fue capaz de seguir a razón de un capítulo por día y pronto terminó la historia.
Durante su lanzamiento inicial en Young Folks entre octubre de 1881 y enero de 1882 la historia no logró atraer la atención ni sirvió para aumentar las ventas de la revista. Pero cuando salió a la venta como libro en 1883 no tardó en hacerse muy popular. 
Se cuenta que el primer ministro Gladstone permaneció despierto hasta las dos de la madrugada para terminarlo.
Los críticos la elogiaron profusamente. El novelista americano Henry James alabó este "...perfecto como un juego de muchachos bien jugado". Gerard Manley Hopkins escribió "creo que Stevenson muestra más genio en una página que Sir Walter Scott en todo un volumen".
Gracias a las cartas y ensayos de Stevenson, sabemos mucho sobre sus fuentes e inspiraciones. El catalizador inicial fue el mapa de la isla, alrededor del cual gira todo el argumento. Envió el mapa con el manuscrito al editor del libro, quien más tarde dijo haberlo perdido. Stevenson no tenía ninguna copia del mapa y quedó devastado. En los días anteriores a las fotocopiadoras, tuvo que construir otro mapa tediosamente desde el principio, asegurándose de emparejar la trama esta vez. El nuevo mapa carecía del encanto del primero y nunca fue realmente la isla del tesoro de Stevenson, sin embargo, también se refirió a los recuerdos de las obras de Daniel Defoe, Edgar Allan Poe "El escarabajo de oro", y Washington Irving "Wolfert's Roost", Stevenson dijo: 
"Esto es mi deuda con Washington Irving que ejerce en mi conciencia, y justamente es así, ya que creo que el plagio raras veces fue llevado más lejos.. el espíritu interior y mucho detalle del material de mis primeros capítulos.. es propiedad de Washington Irving." 
Stevenson dijo que la novela At Last, de Charles Kingsley también fue una inspiración clave. La idea para el personaje de John Silver El Largo fue inspirada por su amigo en la vida real William Henley, escritor y editor. Henley perdió una pierna por tuberculosis en un hueso. El hijastro de Stevenson, Lloyd Osbourne, describió a Henley como: 
".. un gran muchacho, encendido, masivo-llevado a hombros con una gran barba roja y una muleta [Henley fue mutilado]; jovial, asombrosamente inteligente, y con una risa que rodaba como la música; tenía un inimaginable fuego y vitalidad; él barrió uno de sus pies". En una carta a Henley después de la publicación de La isla del tesoro, Stevenson escribió: 
"Ahora tengo que hacerte una confesión. Fue la imagen de tu fuerza mutilada y autoridad la que engendró a John Silver El Largo... la idea del hombre mutilado, gobernando y temido por el sonido [solo la voz], completamente fue tomada de ti".
Otros libros que se parecen a La isla del tesoro son La isla de coral (1871) de Robert Michael Ballantyne, El Pirata (1836) de Captain Marryat y Las minas del rey Salomón (1885) de H. Rider Haggard, libro creado a partir de una apuesta entre Rider Haggard y su hermano sobre si él podría escribir una novela mejor que La isla del tesoro, y que se convertiría en el primero del subgénero literario llamado mundo perdido. 
Stevenson nunca había tropezado con un verdadero pirata en su vida. Sin embargo, sus descripciones de la navegación y los marineros y la vida de mar son muy convincentes. Su padre y su abuelo eran ambos ingenieros de faros y viajó con frecuencia con ellos para la inspección de los faros de Escocia. Dos años antes de escribir La isla del tesoro, Stevenson había cruzado el Océano Atlántico. Tan auténticas eran sus descripciones que en 1890 William Butler Yeats dijo a Stevenson que La isla del tesoro era un libro con cuya lectura su abuelo marinero nunca había tenido ningún tipo de placer parecido.
Críticamente la novela puede ser vista como una Bildungsroman, que se ocupa en el desarrollo y la mayoría de edad de su narrador, Jim Hawkins.
Stevenson cobró 34 libras, siete chelines y seis peniques por la serialización y 100 libras por el libro.

## Argumento
Jim Hawkins es el hijo del dueño de una posada llamada “Almirante Benbow”, a la que un día llega para alojarse un hombre muy peculiar que canta canciones marineras y se hace llamar capitán. Este señor le pide a Jim que le avise si se acerca un hombre con una sola pierna. A cambio de vigilar, el hombre le da una paga cada mes. 
Pero Jim no ve a ningún hombre con una sola pierna, sino que fue un hombre seboso el primero que se acercó a la posada preguntando por él. Más tarde un ciego llamado Pew pregunta por el capitán, que al parecer se llama Billy Bones. 
Billy muere a causa de un ataque de apoplejía poco después de que el doctor le salvara la vida. 
Jim descubre que el capitán era un bucanero y los otros dos lo buscaban. Él y su madre abren su baúl y encuentran un fajo de papeles y dinero de muchos países. 
Entonces el chico se reúne con el doctor Livesey y el caballero y abren el paquete, hallando un mapa que conduce a un tesoro. Deciden embarcar y salir hacia la isla, no sin antes haber reunido una buena tripulación en Bristol, buscada por el cocinero; que asegura que son de fiar. 
Una noche, navegando a bordo de la goleta "La Hispaniola", Jim escucha a John Silver el Largo, el cocinero de a bordo, hablar de un motín con los tripulantes que él había buscado. 
Los marineros leales de a bordo deciden acabar poco a poco con los amotinados cuando llegan a la isla, para evitar que los abandonen y se escapen con el tesoro. 
Pero gracias a una travesura de Jim logran salvarse; el chico encuentra a Ben Gunn, un hombre abandonado por unos piratas desde hacía tres años. Una noche, Jim coge su bote y desamarra la Hispaniola para que los amotinados no puedan escapar. Al día siguiente aborda la goleta y en cubierta encuentra a dos vigías: uno muerto y el otro herido. Entre Jim y el amotinado herido esconden la goleta en la Bahía Norte y Jim asesina al vigía. 
Jim corre hacia el fortín donde sus amigos se habían escondido hacía unos días pero no es a ellos a quienes encuentra dentro, sino a seis amotinados, entre ellos Silver. 
Silver y Jim hacen un trato y el chico se queda con ellos. Le dicen que tienen el mapa porque el doctor Livesey se lo ha dado, pero Jim no lo entiende. 
Se ponen a buscar el tesoro con Jim de rehén y se sorprenden al ver que ya se lo ha llevado alguien. Dos de los amotinados mueren a causa de los disparos de tres de los amigos de Jim y los otros tres escapan. 
Los amigos de Jim les cuentan la historia a él y a Silver, y es que hacía aproximadamente dos meses, Ben Gunn se había hecho con el tesoro y lo había escondido, por eso les habían entregado el mapa a los amotinados, pues ya carecía de valor. Después de esto, se van a una cueva que tenía Ben con las suficientes provisiones para los piratas, a los que deciden dejar para que no hicieran más fechorías. Con Silver hacen un trato; se lo llevarán de la isla a cambio de que no le vuelvan a ver nunca. 
En los siguientes días preparan La Hispaniola para dirigirse a la América española, donde dejarán a Silver.

## Personajes

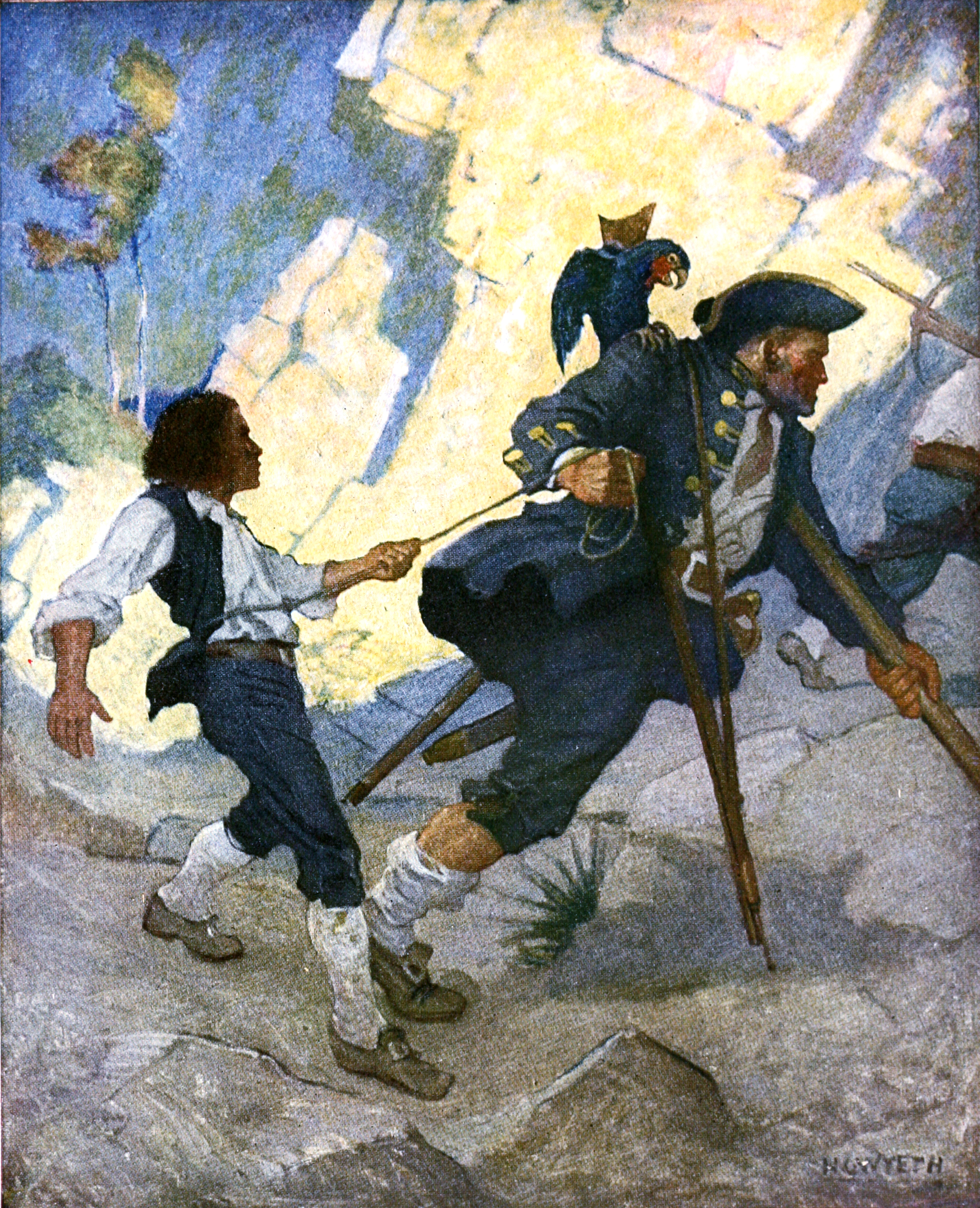
Jim Hawkins, Long John Silver y su loro. Cuadro de N. C. Wyeth.

### Marineros leales, oficiales y otros personajes
- Jim Hawkins: hijo del propietario de la posada y narrador de la historia.

- Madre de Jim: Ella y el padre de Jim poseen la posada "Almirante Benbow".

- Padre de Jim: No tiene mucha importancia en esta novela, es propietario de la posada "Almirante Benbow" y muere de una enfermedad al principio de la obra, días antes de la muerte de Billy Bones.

- Doctor David Livesey: Es uno de los protagonistas de la obra. Cuida mucho de Jim y cuando ve que ha encontrado el mapa, decide embarcarse en busca del tesoro. Es una persona diplomática, que incluso accede a  curar a los piratas malheridos.

- Caballero John Trelawney: Es el aristócrata de Bristol y también el alcalde (squire). A través de sus contactos consigue el barco y a la tripulación que los llevará al tesoro. Es buen tirador y para la expedición se lleva a tres de sus criados: Redruth, Hunter y Joyce.

- Thomas Redruth: Criado de Trelawney que le acompaña en su travesía en busca del Tesoro. Muere durante un combate a manos de los marineros rebeldes.

- John Hunter: Sirviente de Trelawney, sobrevive al primer asalto, pero queda herido y sin conocimiento, y al día siguiente muere.

- Richard Joyce: Otro sirviente de Trelawney. Muere durante el ataque a la estacada de un tiro en la cabeza.

- Inspector Dance: El inspector de Bristol, que se encarga de perseguir a los piratas.

- Guagua: Ayudante del inspector Dance, acompaña a Jim a casa del squire (Trelawney).

- Capitán Alexander Smollett: Es el capitán de La Hispaniola. Desde el primer momento está descontento con su tripulación, ya que los marineros no le inspiran confianza. Resulta herido durante un combate contra los piratas.

- Abraham Gray: Carpintero de a bordo, marinero fiel al capitán. Abandona a los piratas.

- Ben Gunn: Ex-tripulante del Walrus, fue abandonado en la isla por sus compañeros de tripulación al haberles hecho perder el tiempo buscando el tesoro sin el mapa. Es encontrado por Jim, quien pide permiso al doctor para que forme parte de su grupo. Para enloquecer a los piratas mientras buscan el tesoro, hace voces extrañas simulando ser el capitán Jonathan Flint.

### Piratas y marineros desleales
- John Silver el Largo (Long John Silver): Es un pirata que perteneció a la tripulación del Capitán Flint, que posee una taberna en Bristol llamada "El Catalejo" que dirige con su mujer. Le falta una pierna, que perdió, según él, en una batalla, aunque en realidad la perdió ejerciendo la piratería y se quedó cojo, por lo que usa una muleta, lo que no afecta a su agilidad. En La Hispaniola ejerce de cocinero. Posteriormente, es el líder de la revuelta contra el capitán Smollet, pero cuando se ve perdido se acobarda y pacta con el doctor para la seguridad de ambos bandos. Finalmente, cuando La Hispaniola toca puerto en la América española para abastecerse, mientras Jim, el doctor y los demás están en tierra, huye llevándose uno de los sacos de oro y su loro.

- Billy Bones: Viejo marinero que se aloja en "El Almirante Benbow". En su cofre estaba el mapa del tesoro de Flint, por lo que atrae a muchos piratas. Fiel consumidor de ron y grog, muere de una apoplejía en la taberna de la posada, como predijo el Dr. Livesey, poco antes del asalto de los piratas a la taberna.

- Perro Negro (Black Dog): Pirata que acude a la posada de Jim en busca de Billy Bones, con quien pelea, resulta herido y escapa.

- Sacristán (Pew): Había perdido la vista en una batalla, debido a esto, tenía dos esbirros. Es uno de los piratas que amenaza a Billy Bones en la posada enviándole un disco negro y que posteriormente asalta junto a sus acompañantes la posada de Jim. Muere aplastado por un caballo, ya que su ceguera le impide esquivarlo.

- Johnny: Es uno de los esbirros de Pew, que luego huye y se embarca en La Hispaniola.

- Dirk: Otro esbirro de Pew. Supuestamente, se embarca también en La Hispaniola.

- Capitán Flint: El loro de Silver. Tiene este nombre en homenaje al temido pirata Jonathan Flint.

- Arrow: Piloto de La Hispaniola. Desde el principio, el capitán no lo legitima como buen marino debido a su poca autoridad y su ebriedad. Muere al caerse al mar durante una tormenta, pues actuaba sobre los efectos del alcoholismo que padecía.

- Job Anderson: Contramaestre de La Hispaniola. Después de la muerte de Arrow, ocupa el puesto de piloto.

- Israel Hands: Otro tripulante del Walrus. Principalmente, ocupa el puesto de timonel. Más tarde se une a la traición de Silver y permanece en el navío de guardia. Muere a manos de Jim después de que éste captura La Hispaniola.

- Tom y Alan: Marineros asesinados por Silver al dejar de obedecer sus órdenes.

- O'Brien: Marinero que se queda junto a Israel Hands en el navío, y es asesinado por éste.

- George Merry: Marinero rebelde que sigue las órdenes de Silver, casi al final de la novela es alcanzado por una bala, pero es Silver quien le dispara por última vez, dejándolo sin vida.

- Tom Morgan: Otro marinero bajo las órdenes de Silver.

- Capitán Jonathan Flint: No aparece en la obra. Sin embargo se hacen muchas referencias a él. Fue un pirata temible que enterró su tesoro. Algunos de sus tripulantes navegan en La Hispaniola.

## Historia pasada del Capitán Flint

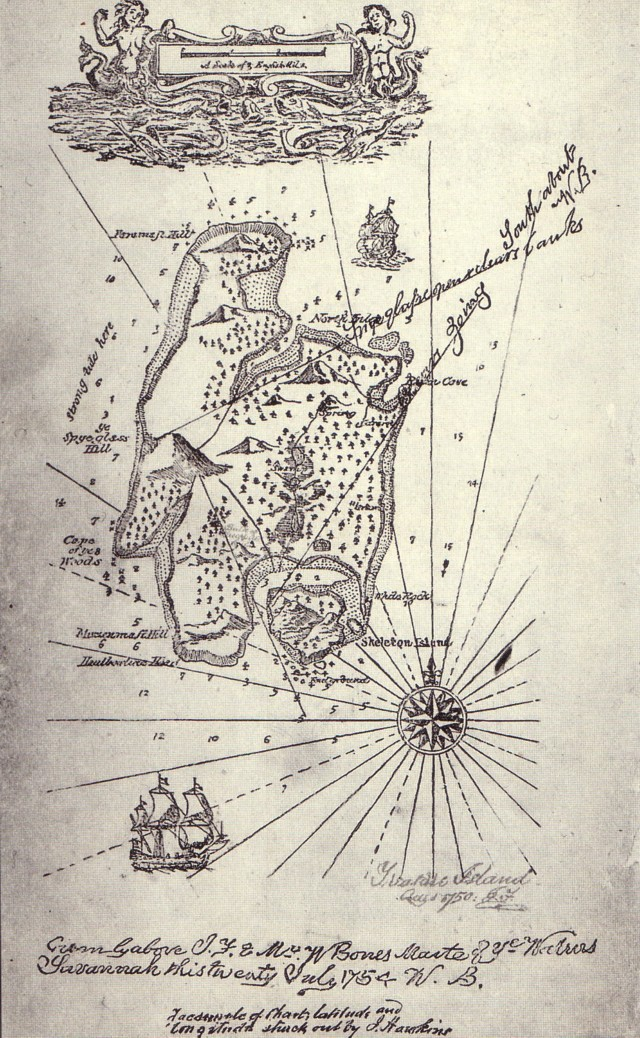
Mapa del tesoro creado por Robert Louis Stevenson.

Gran parte de esta historia se refiere al pirata Capitán J. Flint, "el pirata más sanguinario que alguna vez haya vivido", muerto antes de que la historia principal comience. 
Flint fue el capitán del Walrus, con una larga carrera (posiblemente tanto como 25 años), que operaba principalmente en las Indias Occidentales en las Antillas y el sur de las costas de las colonias Americanas. Su tripulación incluía los siguientes personajes que también aparecen en la historia principal: Su segundo de a bordo William (Billy) Bones; su contramaestre John Silver El Largo; su artillero Israel Hands y entre sus otros marineros Benn Gunn, Tom Morgan, Pew (Sacristán), Perronegro (Black Dog) y Allardyce (quien se hace "el indicador" hacia el tesoro).
Muchos otros exmiembros de la tripulación de Flint se encontraban a bordo de la Hispaniola, aunque no es posible identificar que todos eran los hombres de Flint y que posteriormente de acuerdo a unirse al motín.
Flint y su tripulación eran acertados, despiadados, temidos ("la tripulación más áspera a flote"), y ricos, si pudieran haber manteniendo sus manos sobre el dinero que robaron.
La mayor parte del tesoro de Flint conseguido por su piratería -700.000 libras en oro, lingotes de plata y una gran cantidad de armas- es, sin embargo, enterrado en una remota isla del Caribe, o más bien en algún punto en el Océano Atlántico cercano al Caribe,
Flint sacó el tesoro del Walrus con seis de sus marineros y lo llevó a tierra, también construyendo una empalizada y estacada en la isla para la defensa. Cuando lo enterraron, Flint volvió al Walrus solo, habiendo asesinado a los seis marineros y con un mapa con la localización del tesoro que guardaría hasta el momento de su muerte. El paradero de Flint y su tripulación fue oscuro inmediatamente a partir de entonces, pero que terminó en la ciudad de Savannah, provincia de Georgia (Estados Unidos). Flint estaba enfermo y su consumo sin control de ron no lo ayudó. Sobre su lecho de enfermo fue recordado por cantar el canto de marineros "quince hombres" y pidiendo incesantemente más ron, con su cara de inflexión azul. Sus últimas palabras fueron: "Darby M'Graw! Darby M'Graw!", y luego, después de alguna blasfemia, "Trae el ron, Darby! Justo antes de su muerte, le entregó el mapa del tesoro a su compañero del Walrus, Billy Bones.
Después de la muerte de Flint, la tripulación se separa, la mayoría de ellos regresan a Inglaterra. Separaron sus partes del tesoro que tenían en forma diversa. John Silver conservó 2000 libras, llevándolas lejos y guardándolas seguras en un banco y convirtiéndose en propietario de una taberna en los muelles de Bristol, Inglaterra. Pew gastó 1200 libras en un solo año y los dos siguientes se los pasó mendigando y muriéndose de hambre. Benn Gunn regresó a la isla para tratar de encontrar el tesoro sin el mapa, al fallar en la búsqueda sus compañeros de tripulación lo abandonaron en la isla. Bones, sabiendo que estaba marcado por la posesión del mapa (tan pronto como los demás miembros de la tripulación de Flint tuvieran el deseo de recuperar el tesoro), buscó refugio en una remota parte de Inglaterra. Sus viajes lo llevaron a la rural West Country, pueblo costero de Black Hill Cove, que resulta ser donde se ubicaba la posada del "Almirante Benbow".

## Alusiones y referencias

### Geografía actual
Hay un número de islas que podrían ser la inspiración de la vida real para La isla del tesoro.
Una historia de un marinero, tío de Stevenson, le había contado cuentos de sus viajes a la Isla de Norman en las Islas Vírgenes Británicas cuando Stevenson era niño. Esto podría significar que la Isla de Norman fue una inspiración indirecta para el libro. Cerca de esta isla se encuentra la Isla del Cofre del Hombre Muerto, que Stevenson encontró en un libro de Charles Kingsley.
Stevenson dijo: "La Isla del tesoro salió de Kingsley en At Last: A Christmas in the West Indies (1871) [Al fin: Una Navidad en las Indias Occidentales], donde conseguí el "El cofre del muerto" -que fue la semilla". Esta fue "la semilla" de la Isla del Esqueleto, la frase "El cofre del muerto", la novela en general, o toda, pero sigue siendo confuso. Otros contendientes son las pequeñas islas en Queen Street Gardens en Edimburgo, como "Robert Louis Stevenson vivió en Heriot Row y se piensa que el pequeño estanque que podía ver desde la ventana de su dormitorio en Queen Street Gardens proporcionó la inspiración para la Isla del Tesoro".
Hay una serie de posadas que declaran haber sido la inspiración de los sitios en el libro. La publicación de Almirante Benbow, como se supone, está basada en la Llandoger Trow en Bristol, aunque no puede ser probado. La casa Pirata en Savannah (Georgia) donde el capitán Flint paso sus últimos días, y su fantasma todavía frecuenta la propiedad. 
En 1883, Stevenson publicó The Silverado Squatters, una narrativa de viajes de su luna de miel en 1880 en el Valle de Napa, California. Sus experiencias en Silverado fueron guardadas en un diario llamado "Bosquejos Silverado", y muchos de sus apuntes del paisaje alrededor de él en el Valle de Napa proporcionaron la mayor parte del detalle descriptivo para La Isla del tesoro.
En mayo de 1888 Stevenson pasó alrededor de un mes en Brielle (Nueva Jersey) a lo largo del Río Manasquan. En el río hay una pequeña isla boscosa conocida como "Osborn Island". Un día Stevenson visitó la isla y quedó tan impresionado que caprichosamente la rebautizó "La isla del tesoro" y talló sus iniciales en un mamparo. Esto tuvo lugar cinco años después de haber terminado la novela. Hasta el día de hoy, muchos siguen refiriéndose a la isla como tal. Hoy oficialmente es nombrada Nienstedt Island, en honor a la familia que la donó al municipio. 
El mapa de la isla tiene una estrecha semejanza con el de la isla de Unst en Shetland. Se piensa que Stevenson puede haber dibujado el mapa cuando niño visitando a su tío David y a su padre Thomas Stevenson, quien construía el faro en Muckle Flugga, de Unst.

### Hechos reales
- Un pirata silba Lillibullero (1689).
- El Almirante Benbow, posada donde Jim y su madre vivían lleva el nombre del almirante John Benbow, que vivió entre 1653-1702.
- Cinco piratas de la vida real se mencionan, estos son: William Kidd (1696-1699), Howell Davis (1718-1719), Barbanegra (1716-1718), Edward England (1717-1720), y Bartholomew Roberts (1718-1722).
- El inusual nombre de "Israel Hands" se tomó de la de un auténtico pirata en la tripulación de Barbanegra, a quien Barbanegra mutiló (disparándole en la rodilla), simplemente para asegurar que su tripulación mantuviera su terror hacia él. Al parecer Hands volvió a tierra para recibir tratamiento por su lesión y no estuvo en la última lucha de Barbanegra (el incidente se representa en la novela de Tim Powers En costas extrañas); solo esto lo salvó de la horca; supuestamente más tarde se hizo mendigo en Inglaterra.
- Silver hace mención al cirujano de un barco de la tripulación de Roberts que amputó su pierna y más tarde fue ahorcado en Cape Corso Castle, una fortificación inglesa de la Costa de Oro de África. Los registros del juicio de los hombres de Roberts catalogan a Peter Scudamore como el cirujano principal del barco de Roberts, el Royal Fortune, que fue encontrado culpable de servir voluntariamente junto a otros piratas de Roberts en varios delitos relacionados, así como del intento de conducir una rebelión para escaparse después de ser apresado. Él fue, como Silver refiere, ahorcado.
- Stevenson parece referirse al Virrey de las Indias como una nave que navegaba desde Goa, India (entonces colonia portuguesa) que fue tomada por Edward England fuera de Malabar, mientras que John Silver servía a bordo de la nave de England, el Cassandra. No se conoce nada sobre tal proeza de England, ni ningún barco con el nombre de Virrey de las Indias. Sin embargo, en abril de 1721 el capitán del Cassandra, John Taylor (siendo originalmente England el segundo al mando, quien lo había designado por ser insuficientemente despiadado) capturó el buque Nostra Senhora de Cabo cerca de la isla de Reunión en el océano Índico. Este buque portugués regresaba de Goa a Lisboa con el Conde da Ericeira, el recientemente retirado Virrey de la India portuguesa, a bordo, como Virrey llevaba gran parte de su tesoro con él, esta captura produjo uno de los asaltos piratas más ricos que haya habido. Es probable que haya sido el acontecimiento al que Stevenson se refirió, aunque su memoria, o "memoria de Silver" del evento parece ser ligeramente confusa. El nombre del Cassandra se escucha por última vez en 1723 en Portobello, Panamá, un lugar que figura brevemente en la Isla del Tesoro como Portobello.
- Las dos referencias precedentes son incoherentes, ya que el Cassandra (y presuntamente Silver) estaba en el océano Índico al mismo tiempo que Peter Scudamore estaba de cirujano a bordo del Royal Fortune, en el Golfo de Guinea.
- El capitán Flint muere en la ciudad de Savannah, fundada en 1733.
- El doctor Livesey estuvo en la batalla de Fontenoy (1745).
- Tanto como el Squire Trelawney como John Silver El largo mencionan al "almirante Hawke", es decir, Edward Hawke, 1.er Barón Hawke 1747.
- La novela se refiere a Bow Street Runners (1749).
- Joseph Livesey fue un famoso abogado de moderación del siglo XIX, y fundador del tee-total "Preston Pledge" —y, por tanto, tal vez una inspiración para el personaje de Stevenson, quien advierte al borracho Billy Bones que "sólo el nombre del ron ya significa vuestra muerte."
- Un Edward Trelawney fue el gobernador de Jamaica 1738-1752.
- Un pirata real que enterró su tesoro en una isla fue William Kidd en Gardiners Island. El botín fue recuperado por autoridades poco después.
- El suizo Walter Hurni sostiene una serie de demostraciones con las que explica que Robert Louis Stevenson, autor de La isla del tesoro, pudo haber encontrado el tesoro de Lima perdido en la isla Upolu (hoy Tafahi) alrededor de 1890. Las ideas de Hurni fueron publicadas por el autor Alex Capus en su novela Reisen im Licht der Sterne (2005).

## Capítulos

Bandera del pirata Edward England.

### Capítulos el viejo bucanero
- Capítulo. I: Y el viejo marino llegó a la posada del «Almirante Benbow»
- Cap. II: La aparición de «Perronegro»
- Cap. III: La Marca Negra
- Cap. IV: El cofre
- Cap. V: La muerte del ciego
- Cap- VI: Los papeles del capitán

### Parte segunda: El cocinero de a bordo
- Cap. VII: Mi viaje a Bristol
- Cap. VIII: En la posada «El Catalejo»
- Cap. IX: Las municiones
- Cap. X: La travesía
- Cap. XI: Lo que escuché desde el barril de manzanas
- Cap. XII: Consejo de guerra
- Cap. XIII: Así comenzó mi aventura en la tierra
- Cap. XIV: El primer golpe
- Cap. XV: El hombre de la isla

### Parte tercera: La empalizada
- Cap. XVI: Cómo abandonamos el bote (contada por el doctor)
- Cap. XVII: El último viaje del chinchorro (contada por el doctor)
- Cap. XVIII: Cómo terminó nuestro primer día de lucha (contada por Jim)
- Cap. XIX: La guarnición de la empalizada
- Cap. XX: La embajada de Silver
- Cap. XXI: Al ataque

### Parte cuarta: Mi aventura en la mar
- Cap. XXII: Así empezó mi aventura en la mar
- Cap. XXIII: A la deriva
- Cap. XXIV: La travesía en el coraclo
- Cap. XXV: Cómo arrié la bandera negra
- Cap. XXVI: Israel Hands
- Cap. XXVII: ¡Doblones de a 8!

### Parte quinta: El capitán Silver
- Cap. XXVIII: En el campamento del enemigo
- Cap. XXIX: La marca negra, de nuevo
- Cap. XXX: Bajo palabra de honor
- Cap. XXXI: En busca del tesoro: la señal de Flint
- Cap. XXXII: En busca del tesoro: la voz entre los árboles
- Cap. XXXIII: La caída de un cabecilla
- Cap. XXXIV: El fin de todo

## Referencia bibliográfica
- Stevenson, Robert Louis, La isla del tesoro, versión directa del original; Editorial Gredos: Madrid, 2006. ISBN 84-249-2788-5